# Kuhbett
Das Kuhbett ist eine 525,6 m ü. NHN hohe Erhebung im Mittelgebirge Taunus. Es liegt zwischen Schwickershausen im hessischen Landkreis Limburg-Weilburg und Hasselbach, wodurch es die Grenze zum Hochtaunuskreis bildet.

## Namensgebung
Der Name des Berges „Kuhbett“ geht auf ein schattiges Tal in der Hasselbacher Gemarkung auf der Ostseite der Erhebung zurück. Dort wurden vermutlich bei der Namensgebung die Kühe im Schatten des Bergrückens geweidet.

## Geographie

### Lage
Das Kuhbett erhebt sich im Östlichen Hintertaunus im Naturpark Taunus in der Gemarkung des Bad Camberger Stadtwaldes. Der Gipfel liegt 2,7 km nordöstlich von Schwickershausen (zu Bad Camberg), 1,7 km südwestlich von Hasselbach (zu Weilrod) und 2 km (jeweils Luftlinie) nordwestlich des Eichelbacher Hofs. Über die Nordflanke der bewaldeten Erhebung verläuft die Grenze der Stadt Bad Camberg zur Gemeinde Weilrod.
Das Kuhbett ist Teil der Feldberg-Langhals-Pferdskopf-Scholle des Östlichen Hintertaunus, die das Emsbachtal vom Weiltal trennt. Es ist im Nordwesten der höchste Hauptberg dieser Hochscholle.

### Naturräumliche Zuordnung
Das Kuhbett zählt in der naturräumlichen Haupteinheitengruppe Taunus (Nr. 30) und in der Haupteinheit Östlicher Hintertaunus (302) zum Naturraum Pferdskopf-Taunus (302.6). Die Landschaft fällt nach Südwesten bis Westen in den Naturraum Steinfischbacher Hintertaunus (302.7) ab.

## Eichelbacher Hof

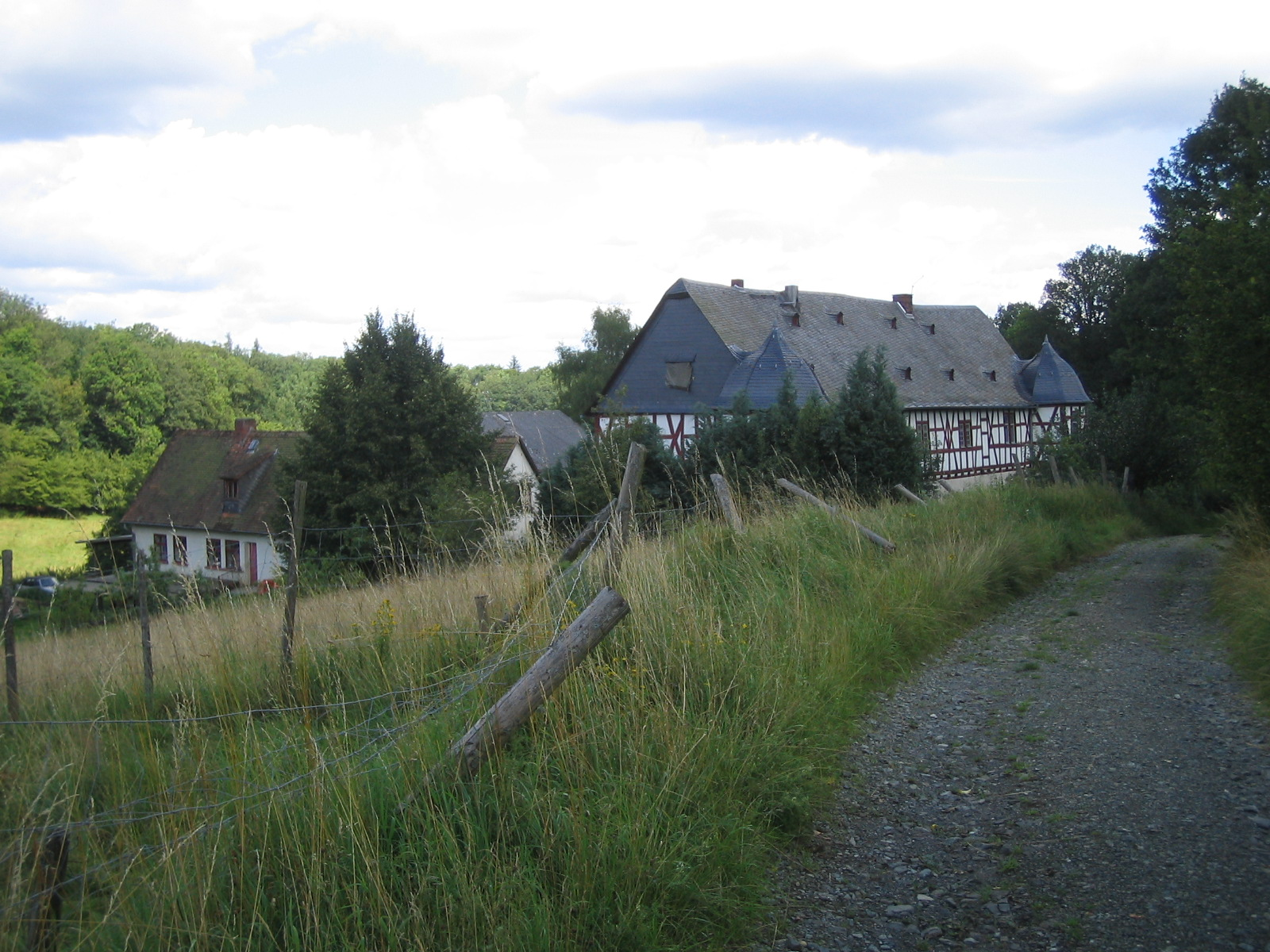
Eichelbacher Hof

Einige Kilometer vom Parkplatz Kuhbett entfernt, auf dem Weg in Richtung Riedelbach, befindet etwas abseits der Rennstraße der Eichelbacher Hof, ein noch gut erhaltenes Herrenhaus aus dem Jahre 1568. Der Eichelbacher Hof lockt heute als ein Wandergasthaus in idyllischer Lage, zu einer Verschnaufpause ein. Dieser ehemals befestigte Hof der Herren von Reinberg ist eigentlich ein Schloss. Das erhaltene Herrenhaus war einst der Ostflügel eines viertürmigen Renaissance-Schlosses.

## Verkehr und Wandern
Südlich vorbei an Kuppe des Kuhbetts verläuft in ihrem Abschnitt von Schwickershausen vorbei an Hasselbach nach Rod an der Weil die kurvenreiche Landesstraße 3030, an der sich der Parkplatz Kuhbett auf 452 m Höhe befindet. Von dort aus sind viele sportliche Aktivitäten, unter anderem auf dem Wanderweg der Rennstraße, in bewaldeter Landschaft möglich.

## Windpark Kuhbett

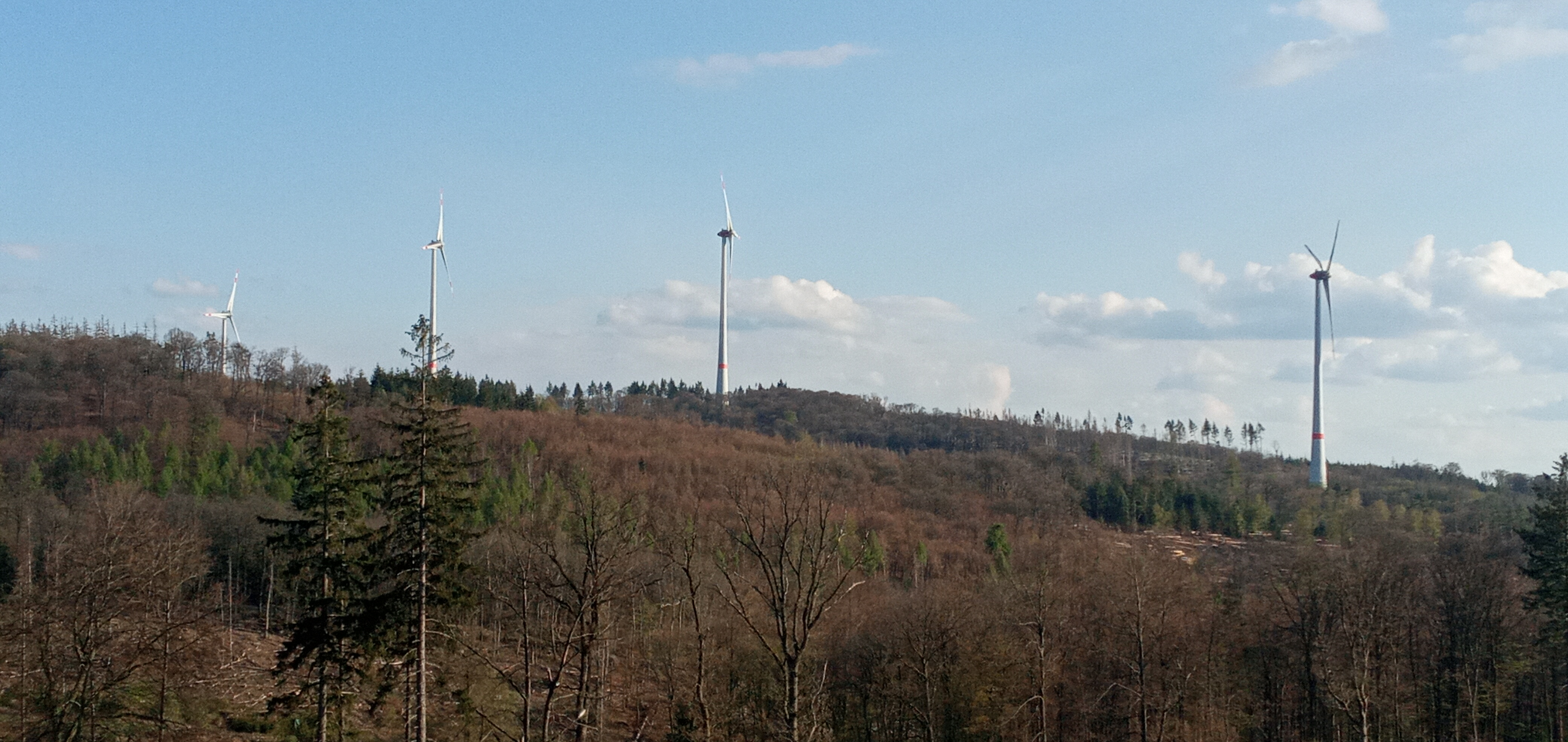
Kuhbett mit Windpark von Norden

In Gipfelnähe wurde im September 2015 auf dem Westhang des Kuhbetts für eine Dauer von 12 Monaten ein 141,5 m hoher Windmessmast der Dunoair Windpark Planung GmbH aus Rees errichtet.

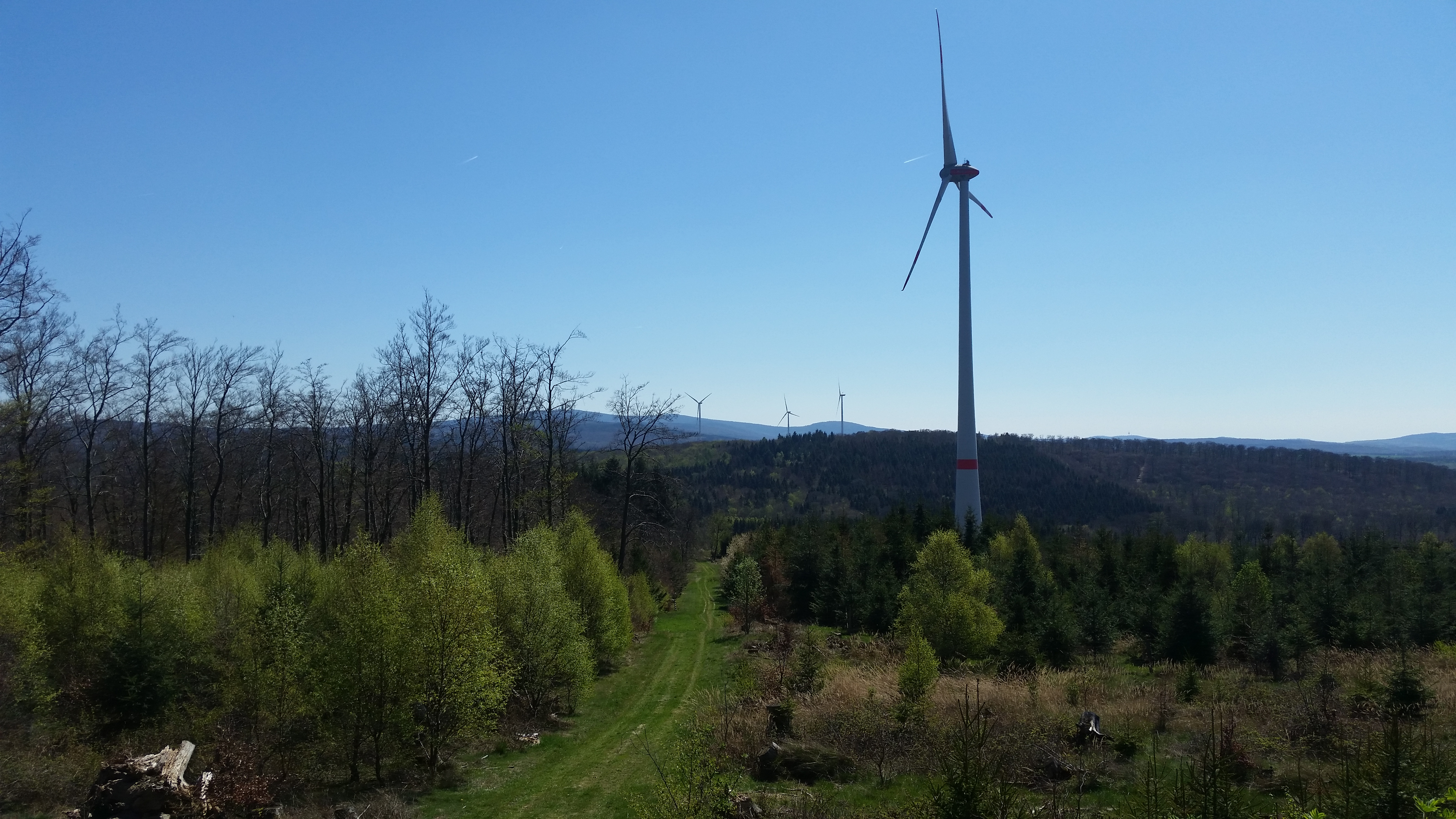
Windpark Kuhbett mit WEA 6 vom Gipfel. Im Hintergrund drei westliche Anlagen des Windparks Weilrod, davor der Stückelberg

Im Februar 2017 begannen die Bauarbeiten für die Errichtung von 4 Windkraftanlagen (WEA) des Typ Enercon E115 vom Hersteller Enercon, mit einer Maximalhöhe von 207 m. Zwei WEA (4 u. 6) wurden in unmittelbarer Nähe des Gipfels errichtet. WEA 5 direkt unterhalb des Gipfelplateaus. Das vierte (WEA 1) etwa 900 m westlich. Von den ursprünglich geplanten sechs WEA wurde eine Anlage (WEA 3) nicht genehmigt. Diese befindet sich im Schutzradius des Drehfunkfeuers Taunus bei Limbach. Eine weitere Anlage (WEA 2) befindet sich noch im Genehmigungsprozess. Als Projektierer und Generalunternehmer fungierte die DunoAir aus Rees.
Am 27. Dezember 2017 konnten zwei Windkraftanlagen (WEA 1 u. 6) in Betrieb genommen werden. WEA 4 und 5 sind im Frühjahr 2018 in Betrieb gegangen. Für die noch nicht genehmigten WEA 2 und 3 sollte Dunoair Anfang 2019 eine Entscheidung erhalten.
Wie bei solchen Windenergieprojekten in Waldlandschaften üblich, wurden Anfang Februar 2017 für die 4 WEA größere Waldflächen mit dem Einsatz von Holzvollerntern entwaldet und anschließend gerodet.  Weiterhin wurden die abgehenden vorhandenen Waldwege für den Transport der Baumaterialien und Anlagenbauteile zu Baustraßen umgewandelt, sowie seitlich der angelegten Baustraßen die Erdkabel zu den einzelnen WEA verlegt.

## Siehe auch

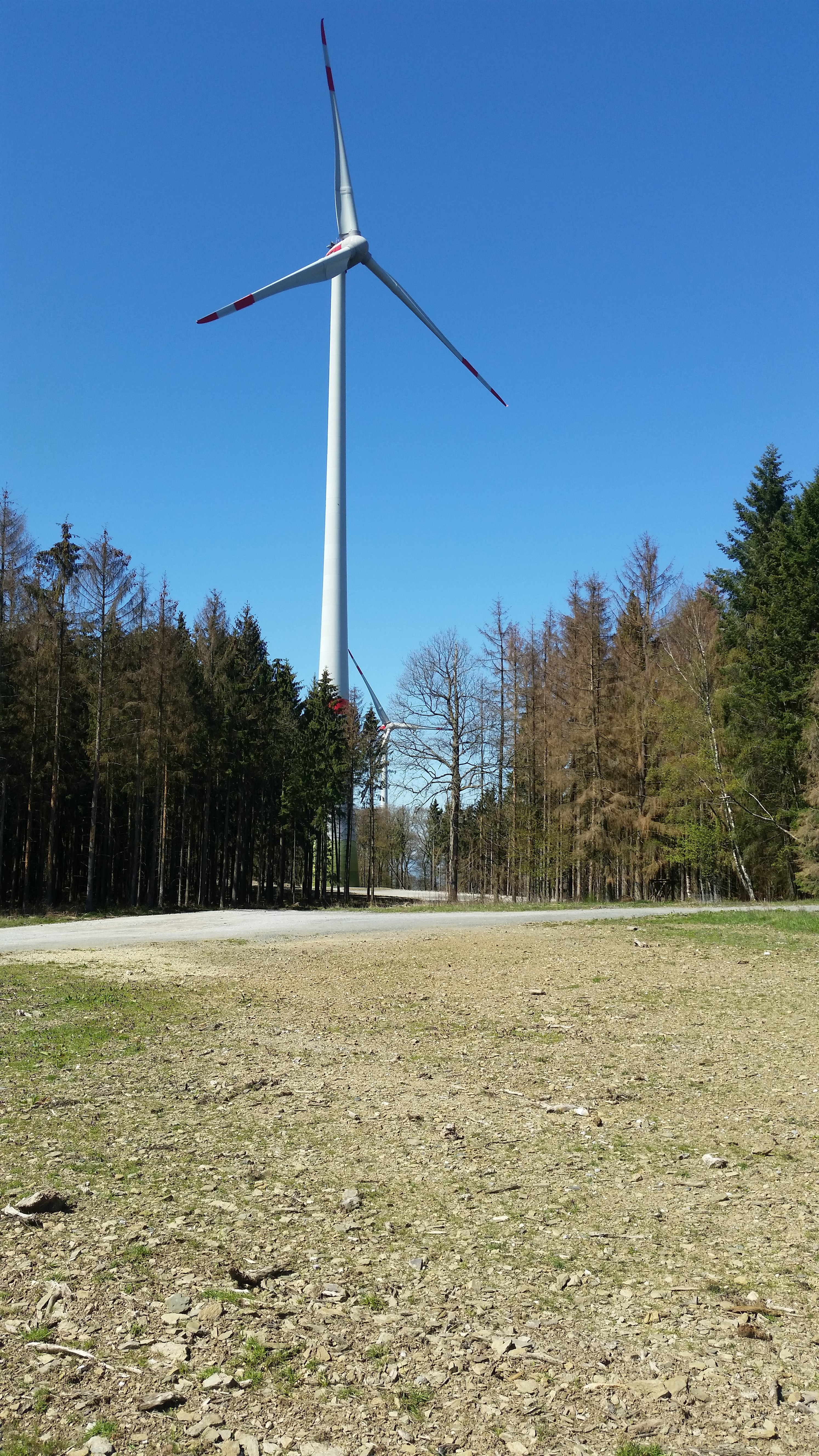
Windpark Kuhbett mit WEA 1 (hinten) und 4 (vorne)